# Paulo da Gama
Paulo Da Gama var en portugisisk opdagelsesrejsende og bror til Vasco da Gama.
Han var kaptajn på skibet São Rafael, på rejsen fra Europa til Indien i 1497, der blev ledet af hans bror. Han vendte tilbage til Portugal i 1499.